# Hemipsilichthys
Hemipsilichthys – rodzaj słodkowodnych ryb sumokształtnych z rodziny zbrojnikowatych (Loricariidae). Spotykane w hodowlach akwariowych.

## Występowanie
Brazylia.

## Klasyfikacja
Gatunki zaliczane do tego rodzaju:
- Hemipsilichthys gobio
- Hemipsilichthys nimius
- Hemipsilichthys papillatus

Gatunkiem typowym jest Xenomystus gobio (H. gobio).